# Robert Drijenčić
Robert Drijenčić (20. travnja 1996.), njemački košarkaš hrvatskog podrijetla. Sin košarkaškog trenera Mladena Drijenčića.
Igrao je u mladim kategorijama Bayera iz Uerdingena, zatim za seniore bundesligaša EWE Basketsa iz Oldenburga, nakon što mu je otac dobio trenersko mjesto u Donjoj Saskoj. 
Drijenčić je pošlo za rukom ući u sastav Baskets Akademie Weser-Ems/Oldenburger TB (2. Bundesliga ProB), gdje se tijekom godine razvijao u nositelja igre. Zbog dobrih partija u 2. Bundesligi ProB ušao je u prošireni sastav bundesligaša EWE Baskets Oldenburg. Početkom svibnja 2018. pod očevim je vodstvom nastupio u Basketball-Bundesligi.